# Galtane
Galtane est une île norvégienne dans le comté de Hordaland. Elle appartient administrativement à Fitjar.

## Géographie
Rocheuse et pratiquement désertique, à fleur d'eau, elle s'étend sur environ 120 m de longueur pour une largeur approximative de 58 m. 